# Microclysia ferruginea
Microclysia ferruginea är en fjärilsart som beskrevs av Butler 1882. Microclysia ferruginea ingår i släktet Microclysia och familjen mätare. Inga underarter finns listade i Catalogue of Life.